# Constanze Itzel
Constanze Itzel (* 1974) ist eine deutsche Kunsthistorikerin und leitet seit 2017 das Haus der Europäischen Geschichte in Brüssel.
Von 1993 bis 1998 studierte Itzel Kunstgeschichte und französische sowie italienische Literaturwissenschaft an den Universitäten Erlangen-Nürnberg, Nantes und Heidelberg. Ihre Magisterarbeit lautete „Der sogenannte 'Ulmer Hochaltar' der Staatsgalerie Stuttgart. Ein anspruchsvolles Werk der Bodenseemalerei aus der Konzilszeit“. Von 1999 bis 2001 war sie Volontärin am Badischen Landesmuseum Karlsruhe. 2001 bis 2004 promovierte sie bei Lieselotte E Saurma an der Universität Heidelberg mit der Dissertation: „Der Stein trügt. Die Imitation von Skulpturen in der niederländischen Tafelmalerei im Kontext der Bilddebatte des frühen 15. Jahrhunderts“. Sie war Stipendiatin des Landes Baden-Württemberg und arbeitete am Münchner Zentralinstitut für Kunstgeschichte von Januar bis November 2004. Ab 2005 arbeitete sie in Brüssel für den Wissenschaftlichen Dienst und für den Kulturausschuss des Europäischen Parlaments. Seit 2009 war sie Beraterin im Aufbaustab, ab 2011 als Kuratorin und als Projektleiterin der ersten Sonderausstellung im Haus der Europäischen Geschichte. Dabei arbeitete sie eng mit Taja Vovk van Gaal zusammen.

## Schriften
- Der Stein trügt. Die Imitation von Skulpturen in der niederländischen Tafelmalerei im Kontext der Bilddebatte des frühen 15. Jahrhunderts, Universität Heidelberg 2003, URN:nbn:de:bsz:16-artdok-417
- mit Brigitte Herrbach-Schmidt u. a.: Große Landesausstellung: Spätmittelalter am Oberrhein. Alltag, Handwerk und Handel. 1350-1525, Karlsruhe 2001 ISBN 978-3923132850